# Platysulcus
Platysulcus (del latín platy  'ancho' y sulcus  'surco') es un microorganismo eucariota descubierto en 2015 que es el linaje divergente más antiguo del árbol filogenético de Stramenopiles. Es el único miembro de la familia Platysulcidae, orden Platysulcida y clase Platysulcea.

## Morfología
Platysulcus es un biflagelado deslizante, con un flagelo anterior corto, un flagelo posterior largo y un aparato flagelar típico de los heterocontos. Tiene mastigonemas tubulares en el flagelo anterior. Contiene mitocondrias con crestas tubulares. El cuerpo basal y la región de transición de los flagelos carecen de estructuras en forma de anillo o helicoidales. Las dos raíces flagelares constan de 11 microtúbulos que forman una forma de “L”.
Sus células tienen forma ovalada u ovoide, de alrededor de 5,62 μm de longitud y 3,76 μm de ancho. El flagelo anterior mide alrededor de 9 μm de longitud y el posterior mide alrededor de 17 μm. Contienen extrusomas y una vesícula grande y plana que rodea el citoplasma donde se encuentran el núcleo, las mitocondrias y los microcuerpos.

## Ecología
Platysulcus fue aislado de detritos sedimentados en algas marinas recolectadas cerca de la isla Ngeruktabel, Palaos. Es un protista fagotrófico de vida libre, bacterívoro y marino.

## Filogenia
Los análisis filogenéticos encontraron a Platysulus como el linaje divergente más antiguo de Stramenopiles, hermano de un clado que contiene a Bigyra y Gyrista.
|  | Ochrophyta  |
|  |             |
|  | Pseudofungi |
|  |             |

|  | Sagenista |
|  |           |
|  | Opalozoa  |
|  |           |

|  | Ochrophyta  |
|  |             |
|  | Pseudofungi |
|  |             |

|  | Sagenista |
|  |           |
|  | Opalozoa  |
|  |           |

|  | Ochrophyta  |
|  |             |
|  | Pseudofungi |
|  |             |

|  | Sagenista |
|  |           |
|  | Opalozoa  |
|  |           |

|  | Ochrophyta  |
|  |             |
|  | Pseudofungi |
|  |             |

|  | Sagenista |
|  |           |
|  | Opalozoa  |
|  |           |